# Formangueires
Formangueires (toponimo francese) è una frazione del comune svizzero di La Sonnaz, nel Canton Friburgo (distretto della Sarine).

## Storia

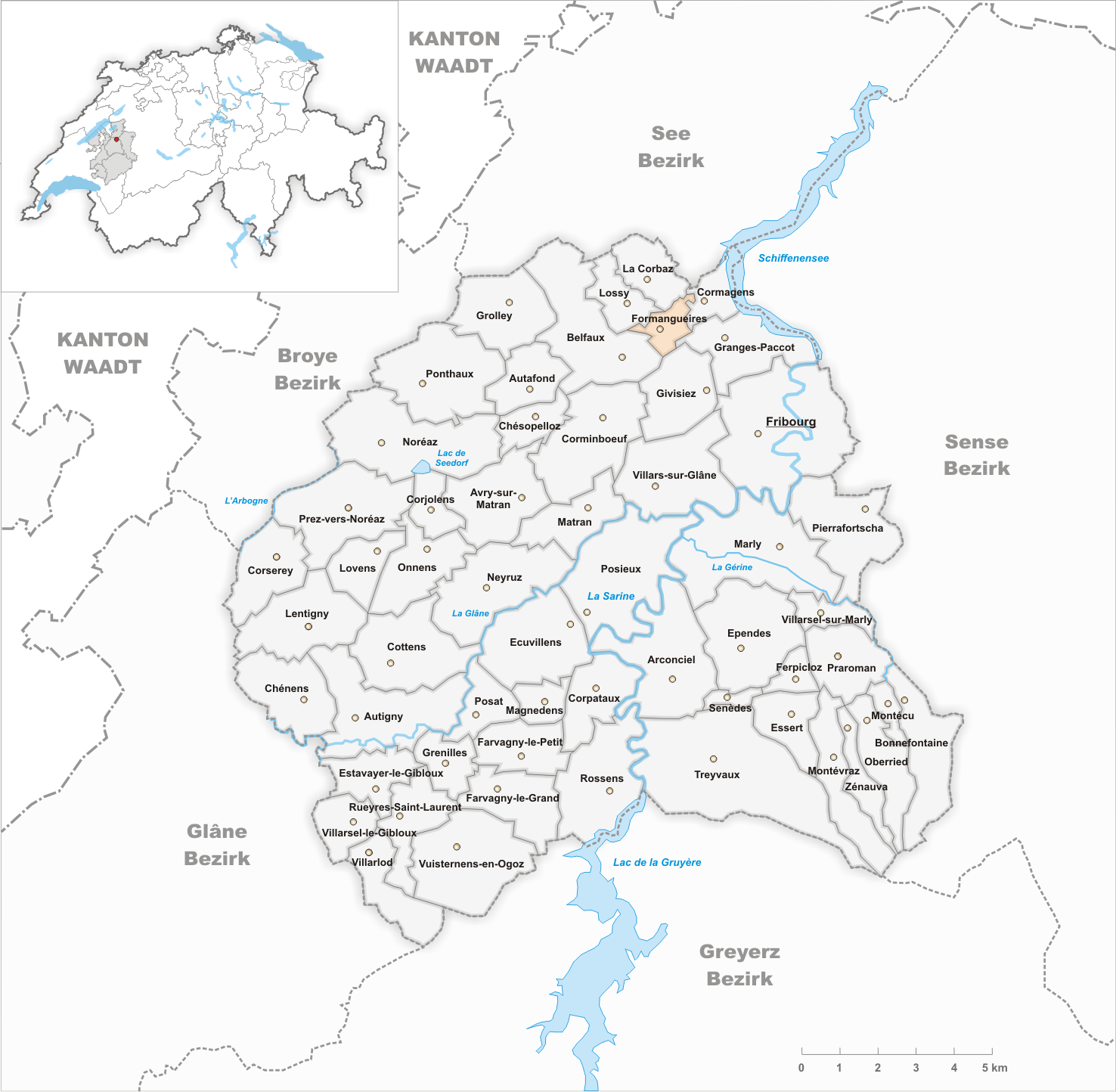
Il territorio del comune di Formangueires prima degli accorpamenti comunali del 1982

Già comune autonomo, il 1º gennaio 1982 è stato accorpato all'altro comune soppresso di Lossy per formare il nuovo comune di Lossy-Formangueires, il quale a sua volta il 1º gennaio 2004 è stato accorpato agli altri comuni soppressi di Cormagens e La Corbaz per formare il nuovo comune di La Sonnaz.

## Società

### Evoluzione demografica
L'evoluzione demografica è riportata nella seguente tabella:
Abitanti censiti

## Amministrazione
Ogni famiglia originaria del luogo fa parte del comune patriziale che ha la responsabilità della manutenzione di ogni bene comune.